# Île de Bardsey
L'île de Bardsey (Ynys Enlli, « île des marées » en gallois) est une île du comté de Gwynedd, au pays de Galles, située près de la côte de la péninsule de Llŷn. Son point culminant est le Mynydd Enlli qui s'élève à 167 mètres d'altitude. C'est le  site d'un monastère fondé par saint Cadfan au VIe siècle, sur les fondations duquel a été érigé un monastère augustin dédié à Marie. Lors de la dissolution des monastères (1537), l'abbaye est abandonnée et l'île est désertée. ce n'est qu'au milieu du XVIIIe siècle qu'une communauté paysanne s'y installe de façon permanente. Longue d'1,6 km et large d'1 km, Bardsey accueille aujourd'hui une population qui oscille entre 8 et 13 habitants. L'accès se fait par bateau après une traversée de 15 minutes au départ de Porth Meudwy et permet la venue de centaines de touristes tous les étés.
Si son nom gallois fait allusion aux marées, sa dénomination anglaise Bardsey, d'origine norroise, peut se traduire par « île des Bardes ». Réserve naturelle nationale, Bardsey est, depuis 1979, la propriété de la Bardsey Island Trust qui en assure la gestion. On y cultive une variété de pomme nommée Afal Enlli, la « pomme d'Enlli ».

## Géographie

### Situation et accès

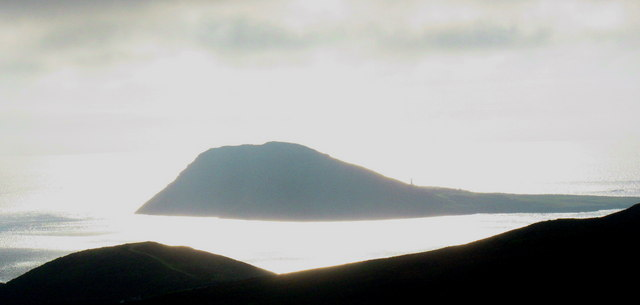
La forme si particulière de l'île de Bardsey, vue depuis la péninsule de Llŷn.

L'île de Bardsey se situe en mer d'Irlande, à environ 3 km à l'extrémité ouest de la péninsule de Llŷn, dans le comté de Gwynedd, dont elle est séparée par le détroit de Bardsey. Depuis la péninsule, la vue porte sur cette île à la forme particulière : un sommet de forte altitude, le Mynydd Enlli, sur la partie est surplombe une zone totalement plane qui se termine au sud par une péninsule sur laquelle se dresse le phare de Bardsey. L'île n'appartient pas à un archipel. Seuls trois rochers se trouvent à proximité d'elle, l'un au nord, du nom de Maen Bugail, le deuxième au nord-ouest, le Maen Iau et le troisième, le plus grand, à l'ouest, le Carreg yr Honwy, où l'on peut apercevoir des phoques. Un peu plus au nord se trouve un îlot inhabité, le Carreg Ddu.
L'accès sur Bardsey se fait par la mer. La traversée, une fois par jour, longue de 15 minutes, se fait au départ de Porth Meudwy, près d'Aberdaron. Une autre traversée est possible, une fois par jour aussi, depuis Pwllheli, mais celle-ci dure une heure environ.

### Climat
Comme pour l'ensemble du pays de Galles, l'île de Bardsey et la station voisine d'Abersoch bénéficient d'un des hivers les plus doux de Grande-Bretagne, à l'exception de l'Irlande du Nord. Les précipitations se rapprochent de celles que connaît l'Écosse.
| Mois                              | jan. | fév. | mars | avril | mai  | juin | jui. | août | sep. | oct. | nov. | déc. |
| --------------------------------- | ---- | ---- | ---- | ----- | ---- | ---- | ---- | ---- | ---- | ---- | ---- | ---- |
| Température minimale moyenne (°C) | 2,9  | 2,2  | 3,5  | 4,9   | 7,5  | 10,1 | 11,9 | 12   | 10,8 | 8,4  | 5,4  | 3,7  |
| Température moyenne (°C)          | 5,6  | 5,3  | 6,5  | 8,2   | 11,1 | 13,5 | 15,5 | 15,6 | 13,6 | 11,5 | 8,1  | 6,5  |
| Température maximale moyenne (°C) | 7,4  | 7,4  | 8,7  | 11,4  | 14,2 | 16,7 | 18   | 18   | 16,5 | 13,7 | 10,4 | 8,4  |
| Précipitations (mm)               | 83,8 | 55,9 | 66   | 53,3  | 48,3 | 53,3 | 53,3 | 73,7 | 73,7 | 91,4 | 99,1 | 94   |

### Faune et flore
Bardsey possède une faune et une flore particulières qui suscite l'intérêt de spécialistes, au nombre desquels des ornithologues. Le bras de mer séparant l'île de la péninsule de Llŷn est riche en vie sous-marine, tout comme le rivage et les coteaux herbeux le sont d'une faune conséquente.

#### Faune

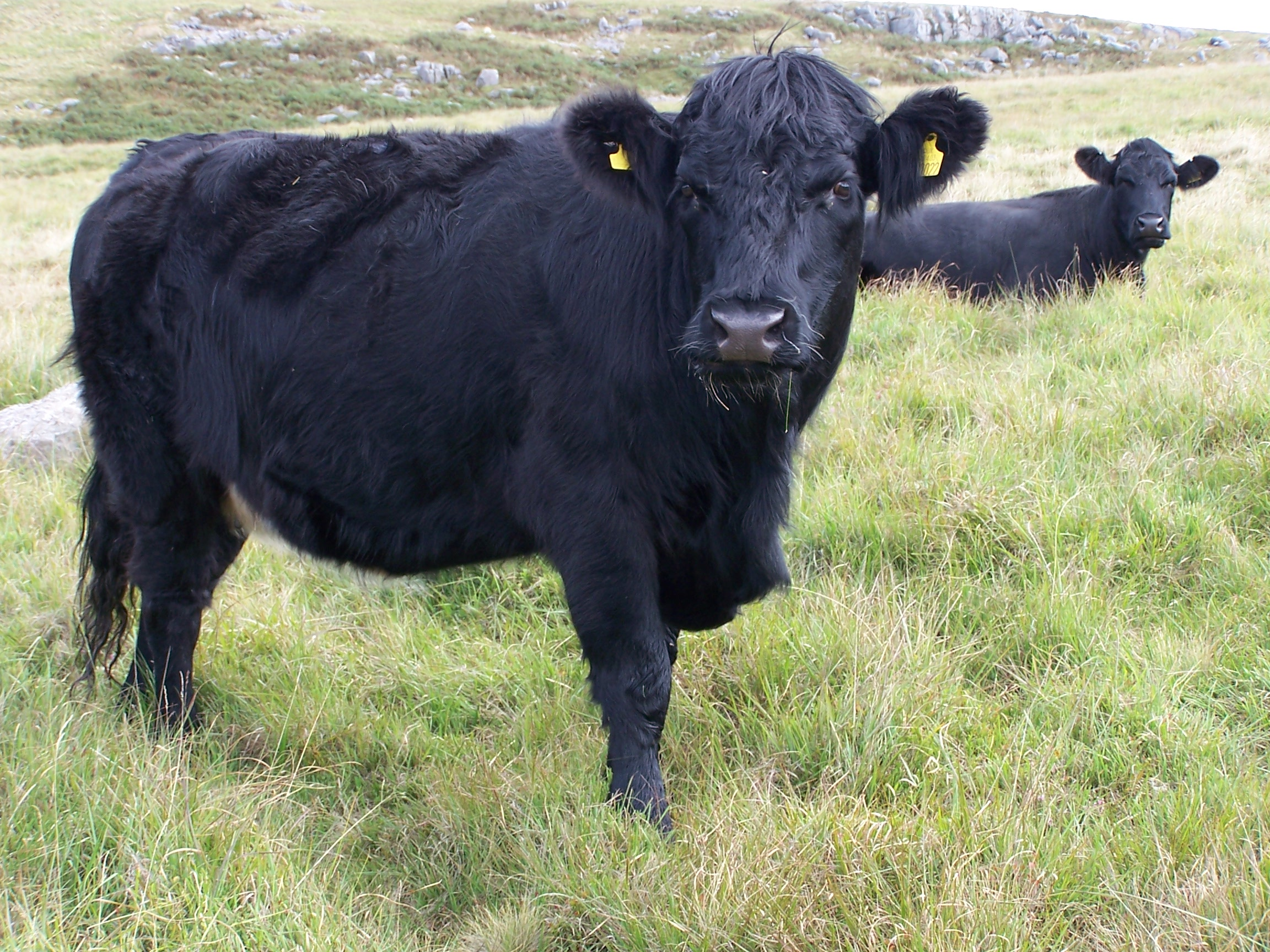
Vaches Welsh Black.

En 1996, une espèce de lapin a disparu de l'île. La cause en a été la raréfaction des pâturages. En conséquence, l'introduction des engins motorisés employés dans l'agriculture a été fermement encadré par la Bardsey Island Trust. Le bétail est élevé sur l'île ; il est composé d'agnelles de reproduction et de vaches Welsh black. On trouve aussi des chèvres et des volailles domestiquées – comme des canards, des oies, des dindes ou des poulets. Il est interdit au visiteur de faire entrer un animal de compagnie sur l'île.
Bardsey est aussi un important réservoir de pêche qui abonde en homards et crabes. La pêche n'est pas pratiquée par les insulaires. Ce sont des pêcheurs du Gwynned qui utilisent ces eaux et revendent leur produit dans les ports locaux. Les eaux peu profondes recèlent des anémones et des petits poissons, tandis que, plus en profondeur, le sol est tapissé de tuniciers et autres éponges.
Un observatoire, baptisé le Bardsey Bird and Field Observatory a été créé en 1953 pour observer les migrations des oiseaux dont Bardsey est une étape. L'île abrite notamment des corbeaux et des huîtriers. On y aperçoit également des hérons, des faucons pèlerins, des traquets, de petites chouettes et des fauvettes. Mais la faune avicole est surtout représentée par de nombreux oiseaux de mer, comme le petit pingouin, le cormoran, le macareux et le morus. Au bord de mer nichent de 10 000 à 16 000 puffins des Anglais.

#### Flore
La flore de l'île de Bardsey est riche en espèces. On y trouve de grandes étendues de scilles, des arméries, du thym, des surfaces remplies de bruyère cendrée et de bruyère callune. Certaines parties de l'île sont colonisées par le trèfle de l'ouest et l'erythronium. On trouve aussi sur Bardsey plus de 250 espèces de lichen.

## Histoire

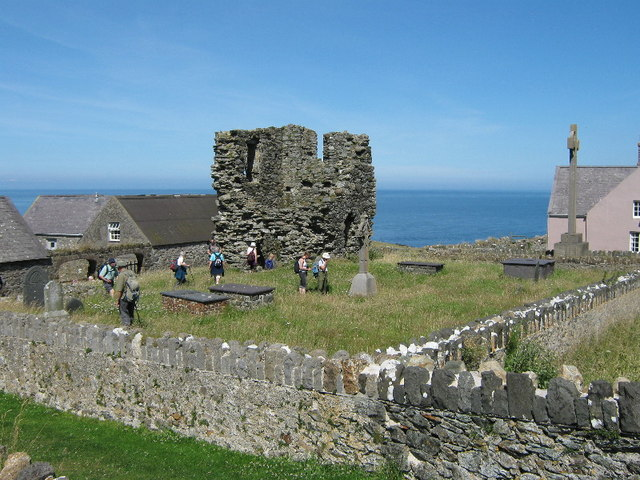
Ruines de l'abbaye de Sainte-Marie, sur Bardsey.

La présence humaine sur l'île de Bardsey est ancienne, comme en témoigne la découverte de structures vieilles de deux à trois mille ans ainsi que de silex épars. Il s'agit de fondations de huttes rondes, mais aussi de structures rectangulaires élevées sur les hauteurs de l'île, notamment à Penrhyn Gogor, même si certains de ces éléments ne remontent qu'au Moyen Âge.
Mais l'île ne s'ouvre réellement au monde extérieur qu'au haut Moyen Âge. Le religieux Cadfan y élève en 516 un monastère dans lesquels se retirent de nombreux moines, selon le témoignage de Llywelyn Fardd (XIIe siècle), et qui devient un lieu de pèlerinage renommé ; on dit en effet que trois voyages à Bardsey valent un voyage à Rome. De nombreux pèlerins et moines s'y font enterrer, comme Cadfan, dont la dépouille sera transférée à la cathédrale de Llandaf des siècles plus tard, Beuno de Clynnog, Dubrice de Llandaf, Padarn d'Arfon ou Daniel de Bangor Fawr. En 1995, une tombe est découverte : il pourrait s'agir de celle de Iarddur, un moine de Bardsey. Le défunt avait été inhumé avec une pièce de 1070 environ dans la bouche.
À la même époque, la ville toute proche d'Aberdaron possède une communauté monastique sur son sol ; il semble logique que les deux communautés entretiennent alors des relations étroites. Les siècles passant, les deux monastères déclinent et celui de Bardsey prend une certaine autonomie et suit désormais les enseignements d'Augustin d'Hippone sur la demande de Llywelyn le Grand, le roi du Gwynedd. Le lieu prend alors le nom d'abbaye Sainte-Marie. Un village se développe progressivement sur l'île. Lorsque, en 1537, la Réforme anglaise prononce la dissolution des monastères, les biens de l'abbaye sont confisqués et passent, avec toute l'île, sous le contrôle de Thomas Seymour. John de Warwick fait l'acquisition du domaine en 1549 et cède l'île quatre ans plus tard à John Wyn ap Huw Bodfel. Ce dernier est accusé d'être chef d'un groupe de pirates qui sévissent autour de Bardsey et y cachent des marchandises volées. Cette mauvaise réputation provoque la désertification de l'île et l'abbaye est abandonnée, même si Bardsey reste la propriété de la famille Bodfel. En 1752 Bardsey est achetée par John Wynn de Glynllifon dont la famille reste propriété deux cents ans. Il faut attendre le milieu du XVIIIe siècle pour voir s'installer de façon permanente une communauté paysanne.
L'île se développe au XIXe siècle. Le phare est construit sur la péninsule sud en 1821. Les années 1870 marquent un profond changement dans l'habitat. Il est alors décidé de reconstruire toutes les fermes de Bardsey en respectant une unité architecturale. Seule une de ces fermes, Carreg Fawr, n'est pas démolie puis reconstruite. Pour l'occasion, une chapelle est construite en 1875. D'abord vouée au culte méthodiste, elle est désormais œcuménique.
Le XXe siècle voit la population de Bardsey décroître fortement. Depuis 1979, l'île appartient à la Bardsey Island Trust qui en assure la gestion en association avec le Countryside Council for Wales and Cadw.

### Légendes liées à Bardsey
Bardsey est une île entourée de quelques légendes. L'une d'elles en fait le lieu de repos de Merlin, un des personnages principaux de la légende arthurienne, où il garde d'immenses richesses dans l'attente du jour où on aura besoin de lui. Cette légende peut avoir été produite par la réputation de Bardsey, dont un des surnoms est l'« île aux 20 000 saints », laissant entendre que l'île a servi de sépulture à quantité de saints catholiques.
Selon une autre légende, des fantômes de moines se promènent de temps à autre sur le bord de mer. Les rencontrer porte malheur.

## Population et société

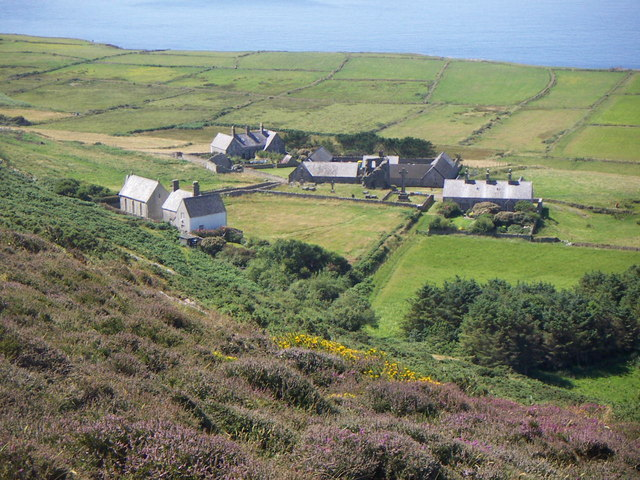
Le village vu depuis la colline de Mynydd Enlli.

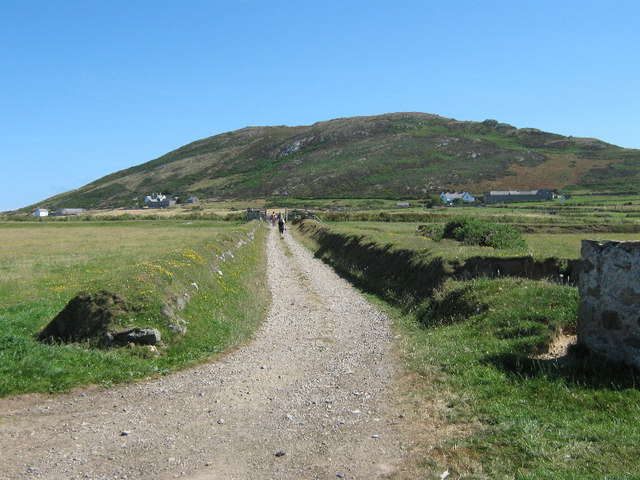
La route principale de Bardsey.

Huit à treize personnes vivent à l'année à Bardsey. Il s'agit de fermiers, d'un gardien et d'ornithologues. Il en allait autrement dans les siècles passés. En 1881, la population y était même de 132, et de 124 en 1901. Le XXe siècle – surtout la période qui suit la Seconde Guerre mondiale – aura connu un lent déclin du nombre d'habitants pour en arriver à l'île quasi déserte qu'elle est aujourd'hui. C'est ainsi que la petite école qui se réunit dans la chapelle de l'île ferme ses portes en 1953 avec le départ de son instituteur.
| 1773      | 1850 | 1881 | 1891 | 1901 | 1911 |
| --------- | ---- | ---- | ---- | ---- | ---- |
| 60 (est.) | 90   | 132  | 77   | 124  | 53   |

| 1921 | 1931 | 1951 | 1961 | 2009   | - |
| ---- | ---- | ---- | ---- | ------ | - |
| 58   | 54   | 14   | 17   | 8 à 13 | - |

Dans le même temps, le nombre de maisons sur l'île diminue de façon significative :
| 1773       | 1881 | 1891 | 1901 | 1911 | 1921 |
| ---------- | ---- | ---- | ---- | ---- | ---- |
| 12 ou plus | 18   | 15   | 15   | -    | 11   |

| 1931 | 1951 | 1961 | 2009 | - | - |
| ---- | ---- | ---- | ---- | - | - |
| 9    | 3    | 5    | -    | - | - |

## Économie

### Tourisme
La visite de Bardsey se fait généralement en une journée, mais les touristes désirant loger sur place peuvent trouver un logement à louer. On compte plusieurs centaines de visiteurs chaque été sur l'île.

### Agriculture
L'agriculture a été de tout temps le mode de vie des habitants de Bardsey. Les structures médiévales de Penrhyn Gogor sont clairement agricoles et si, de nos jours, l'île est la propriété de la Bardsey Island Trust, elle est habitée de personnes qui en cultivent le sol à longueur d'année et permettent l'entretien de la faune et de la flore si caractéristiques à Bardsey.
L'île possède une variété de pomme dénommée Afal Enlli (« pomme de Bardsey »). En 2000, un visiteur découvre un pommier noueux qui pousse au lieu-dit de Plas Bach et qui produit des pommes juteuses de couleur rose présentant un goût de citron. L'idée a été émise selon laquelle il pourrait s'agir d'un descendant des vergers cultivés par les moines du Moyen Âge. Cette variété, considérée comme la pomme la plus rare au monde, est désormais cultivée et commercialisée.

## Culture et patrimoine

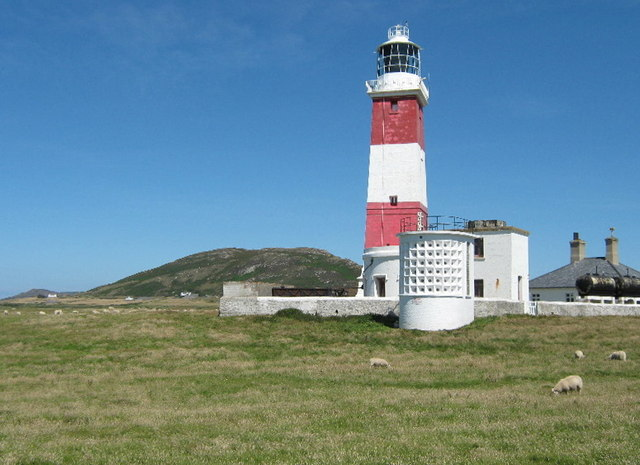
Le phare de Bardsey.

- Phare de Bardsey. Le phare est à l'écart des maisons de Bardsey et se dresse sur la pointe sud de l'île, à Pen Diban. D'une hauteur de 30 mètres, il a été achevé en 1821 et est automatisé depuis 1987[15].
- Tour de l'abbaye. La tour est un des derniers vestiges de l'abbaye Sainte-Marie. Elle a été érigée au XIIIe siècle. On ignore l'emprise au sol de l'ensemble du bâtiment mais il était sans doute suffisamment grand pour accueillir de nombreux moines[15].
- Chapelle de Bardsey. Dans les années 1870, cette chapelle est bâtie au pied du Mynydd Enlli et est donc contemporaine du mouvement de repeuplement du village.
- Ancienne école. Cette école se réunissait jusqu'en 1953 dans la chapelle. Son instituteur parti, elle ferme ses portes[15].
- Four à chaux. Cette construction ne fonctionne plus aujourd'hui. Elle se situe sur le côté du sentier qui mène à Ty Pellaf et Dyno Goch. Il a connu une intense activité dans les années 1870 lorsque de nombreuses maisons ont été construites sur l'île. Il a été restauré en 1986[15].
- Le Storws. Ce bâtiment, un entrepôt à bateau, est construit en pierres et son toit est couvert de lichen. Sa construction date de la fin du XVIIIe siècle ou du début du XIXe siècle[15].